# Swimming to Cambodia
Pour plus de détails, voir Fiche technique et Distribution.
Swimming to Cambodia est un film américain réalisé par Jonathan Demme, sorti en 1987.

## Fiche technique
- Titre : Swimming to Cambodia
- Réalisation : Jonathan Demme
- Scénario : Spalding Gray
- Photographie : John Bailey
- Montage : Carol Littleton
- Musique : Laurie Anderson
- Pays d'origine : États-Unis
- Genre : comédie dramatique
- Date de sortie : 1987

## Distribution
- Spalding Gray : lui-même